# Cracticus louisiadensis
L'uccello beccaio di Tagula (Cracticus louisiadensis Tristram, 1889) è un uccello passeriforme della famiglia Artamidae.

## Etimologia
Il nome scientifico della specie, louisiadensis, è un riferimento alle isole Louisiade, nelle quali essa vive: il nome comune di questi uccelli è anch'esso un riferimento all'areale di distribuzione.

## Descrizione

### Dimensioni
Misura 27–30 cm di lunghezza, per 68-112 g di peso.

### Aspetto
Si tratta di uccelli dall'aspetto robusto, muniti di lunga coda squadrata, grossa testa anch'essa squadrata (ma comunque più arrotondata rispetto ad altre specie di uccello beccaio) e con forte becco dalla punta della mandibola superiore lievemente uncinata.
Il piumaggio è distintivo rispetto alle altre specie di uccello beccaio in quanto si presenta completamente nero: fanno eccezione il codione ed il sottocoda, che sono di colore bianco, mentre l'area scapolare e la parte inferiore delle ali presentano penne screziate di questo colore.
Le zampe sono di colore grigio-nerastro, gli occhi sono di colore bruno scuro ed il becco è grigio-bluastro con punta nerastra.

## Biologia
Si tratta di uccelli diurni, che durante il giorno vivono da soli o in coppie e di sera si riuniscono in gruppi, che collaborano nella difesa del territorio. Essi passano la maggior parte della giornata appollaiati su di un ramo con buona visuale dei dintorni, potendo in tal modo osservare agevolmente il terreno circostante, scendendo in picchiata su eventuali prede.

### Alimentazione
Si tratta di uccelli onnivori, che si nutrono in massima parte di grossi insetti, larve, frutti ed anche piccoli vertebrati e granaglie.

### Riproduzione
Mancano informazioni sulla riproduzione di questi uccelli: si ha tuttavia motivo di credere che essa non differisca in maniera significativa per modalità e tempistica da quanto osservabile fra le altre specie di uccello beccaio.

## Distribuzione e habitat
Come intuibile sia dal nome comune che dal nome scientifico, l'uccello beccaio di Tagula è endemico dell'isola di Tagula, nelle isole Louisiade, al largo della punta sud-orientale della Nuova Guinea.
L'habitat di questi uccelli è rappresentato dal limitare della foresta pluviale.